# Snorre Lund
Snorre Harsem Lund (ur. 1 kwietnia 2001) – norweski zapaśnik walczący w stylu klasycznym. Zajął szesnaste miejsce na mistrzostwach świata w 2021. Dziesiąty na mistrzostwach Europy w 2020. Mistrz nordycki w 2021 roku.
Mistrz Norwegii w 2020 i drugi w 2018 roku.